# Aaruul
Aaruul (mong. ааруул) – placki zrobione ze zsiadłego mleka suszone na słońcu, spożywane w Mongolii.